# Шилкинские впадины
Ши́лкинские впа́дины — общее название двух впадин (Верхнешилкинской и Шилкинской), расположенных на территории Забайкальского края России.

## Расположение
Верхнешилкинская впадина расположена в верхнем течении Шилки, между Борщовочным хребтом (с юго-востока) и отрогами Нерчинско-Куэнгинского хребта (с северо-запада). Впадина начинается на юго-западе, в окрестностях села Казаново, откуда протягивается на 40 км в северо-восточном направлении до окрестностей пгт Арбагар. Ширина впадины составляет от 2 до 8 км.
Шилкинская впадина расположена ниже по течению Шилки (относительно Верхнешилкинской впадины) между Борщовочным хребтом и его отрогами. Начинается впадина на юго-востоке, в окрестностях села Бишигино, откуда почти на 80 км тянется в северо-восточном направлении до пгт Кокуй. Ширина изменяется от 1—2 до 3—4 км.

## Геология
Заложение обеих впадин произошло в мезозое, дальнейшее формирование шло в неоген-четвертичное время.
Верхнешилкинская впадина заполнена осадочными отложениями (с залежами бурого угля) нижнемелового возраста, которые перекрыты сверху кайнозойскими континентальными отложениями незначительной мощности. Наиболее пониженная часть впадины занята руслом Шилки. В поперечном разрезе впадина асимметрична: её северо-западный борт соединяется со склонами отрога Нерчинско-Куэнгинского хребта преимущественно плавно, а со склонами Борщовочного хребта — более круто.
Шилкинская впадина сложена осадочными (также с бурым углём), гранитоидными и базальтоидными формациями верхнеюрско-нижнемелового возраста, перекрытыми сверху кайнозойскими континентальными отложениями небольшой мощности. Пониженную часть днища впадины занимает русло Шилки. Основные типы ландшафта впадины — приречные луга, лесостепи, а также леса из лиственницы, сосны и берёзы.